# Bernard Makuza
Bernard Makuza, né le 30 septembre 1961, est un homme politique rwandais, membre du Mouvement démocratique républicain (MDR).

## Biographie
Ambassadeur de son pays en Allemagne, Bernard Makuza est nommé Premier ministre du 8 mars 2000 par le président Pasteur Bizimungu après la démission de Pierre-Célestin Rwigema à la suite de sévères critiques dans la presse rwandaise et de la part de parlementaires.
Le 6 octobre 2011, le président Kagame nomme Pierre-Damien Habumuremyi pour lui succéder au poste de Premier ministre. Makuza est alors nommé sénateur par le chef de l'État. Le 14 octobre 2014, il est élu président du Sénat.